# Alice Washburn
Alice Washburn (Oshkosh, 12 settembre 1861 – Oshkosh, 18 novembre 1929) è stata un'attrice statunitense.

## Biografia
Nativa del Wisconsin, Alice Washburn fu un'attrice teatrale che lavorò anche a Broadway. Il suo nome appare nel cast di Votes for Women, una commedia del 1909 scritta da Elizabeth Robins. A cinquant'anni, debuttò sullo schermo in un corto prodotto dall'Edison Manufacturing Company. Per la compagnia di New York, Washburne lavorò per gran parte della sua carriera che va dal 1911 al 1916, apparendo in oltre settanta pellicole. Lavorò anche per la Vitagraph, comparendo nella serie Kernel Nutt, dove affiancava il popolare attore Frank Daniels.
L'ultimo film di Alice Washburn fu Snow White (1916) di J. Searle Dawley dove ricoprì il ruolo della strega e recitò a fianco di Marguerite Clark, la Biancaneve del titolo.
L'attrice, ritiratasi dallo schermo nel 1916, morì nella sua città natale, Oshkosh, il 18 novembre 1929 a sessantotto anni. Venne sepolta al Riverside Cemetery di Oshkosh.

## Filmografia
La filmografia è completa. Quando manca il nome del regista, questo non viene riportato nei titoli
- Mr. Bumptious, Detective, regia di Bannister Merwin (1911)
- Father's Dress Suit, regia di Bannister Merwin (1911)
- Logan's Babies, regia di C.J. Williams (1911)
- The Bo'Sun's Watch, regia di C.J. Williams (1911)
- The Troubles of A. Butler, regia di C.J. Williams (1911)
- John Brown's Heir, regia di C.J. Williams (1911)
- Stage-Struck Lizzie, regia di C.J. Williams (1911)
- Uncle Hiram's List, regia di Oscar Apfel (1911)
- The Two Flats (1912)
- Freezing Auntie (1912)
- Max and Maurice (1912)
- Hogan's Alley (1912)
- The Little Delicatessen Store (1912)
- Her Polished Family (1912)
- Archibald Chubbs and the Widow (1912)
- Come vennero aperti gli occhi di Patrick (How Patrick's Eyes Were Opened) (1912)
- Aunt Miranda's Cat (1912)
- The Angel and the Stranded Troupe (1912)
- How Father Accomplished His Work (1912)
- An Intelligent Camera (1912)
- Marjorie's Diamond Ring  (1912)
- Holding the Fort, regia di Bannister Merwin (1912)
- Alone in New York, regia di Ashley Miller (1912)
- Aladdin Up-to-Date, regia di J. Searle Dawley (1912)
- Bridget's Sudden Wealth (1912)
- Lazy Bill Hudson (1912)
- The Affair at Raynor's, regia di J. Searle Dawley e Walter Edwin (1912)
- A Doctor for an Hour, regia di Bannister Merwin (1912)
- Sally Ann's Strategy, regia di Walter Edwin (1912)
- The Totville Eye, regia di C.J. Williams (1912)
- The Winking Parson (1912)
- No Place for a Minister's Son, regia di Ashley Miller (1912)
- A Proposal Under Difficulties, regia di C.J. Williams (1912)
- What Katie Did, regia di Charles M. Seay (1912)
- How a Horseshoe Upset a Happy Family (1912)
- Interrupted Wedding Bells, regia di Ashley Miller (1913)
- The Power of Sleep (1913)
- A Serenade by Proxy, regia di C.J. Williams (1913)
- Over the Back Fence, regia di C.J. Williams (1913)
- It Wasn't Poison After All, regia di C.J. Williams (1913)
- Aunt Elsa's Visit, regia di Charles M. Seay (1913)
- Tea and Toast, regia di C.J. Williams (1913)
- The Unprofitable Boarder, regia di C.J. Williams (1913)
- A Shower of Slippers, regia di Charles M. Seay (1913)
- His Undesirable Relatives, regia di C.J. Williams (1913)
- With the Assistance of 'Shep' (1913)
- Aunty and the Girls, regia di Ashley Miller (1913)
- By Mutual Agreement, regia di Charles M. Seay (1913)
- He Would Fix Things, regia di Ashley Miller (1913)
- How Did It Finish?, regia di Ashley Miller – cortometraggio (1913)
- His Mother-in-Law's Visit, regia di Charles H. France (1913)
- A Pair of Foils, regia di C.J. Williams – cortometraggio (1913)
- At Midnight, regia di C. Jay Williams (1913)
- As the Tooth Came Out, regia di C. Jay Williams – cortometraggio (1913)
- A Mistake in Judgment, regia di Charles M. Seay (1913)
- The Younger Generation, regia di C.J. Williams (1913)
- Slander's Tongue, regia di Ashley Miller (1913)
- The Comedian's Downfall, regia di Charles H. France – cortometraggio (1913)
- The Stolen Models, regia di C.J. Williams (1913)
- Mr. Toots' Tooth, regia di Charles M. Seay (1913)
- Why Girls Leave Home, regia di C. Jay Williams – cortometraggio (1913)
- Reginald's Courtship, regia di C.J. Williams (1913)
- A Hornet's Nest, regia di Charles H. France (1913)
- Porgy's Bouquet, regia di C. Jay Williams – cortometraggio (1913)
- Nora's Boarders, regia di C.J. Williams (1913)
- Falling in Love with Inez, regia di C.J. Williams (1913)
- Her Face Was Her Fortune, regia di C.J. Williams (1913)
- On the Lazy Line, regia di C. Jay Williams – cortometraggio (1914)
- A Story of Crime, regia di C. Jay Williams – cortometraggio (1914)
- A Four Footed Desperado, regia di C.J. Williams – cortometraggio (1914)
- The Sultan and the Roller Skates, regia di C.J. Williams – cortometraggio (1914)
- The Vision in the Window, regia di C.J. Williams – cortometraggio (1914)
- Lo! The Poor Indian, regia di C.J. Williams – cortometraggio (1914)
- Martha's Rebellion, regia di C. Jay Williams (1914)
- The Voice of Silence, regia di Richard Ridgely – cortometraggio (1914)
- Mr. Jack Goes Into Business, regia di C.J. Williams (1916)
- Mr. Jack Hires a Stenographer, regia di C.J. Williams (1916)
- His Dukeship, Mr. Jack, regia di C.J. Williams (1916)
- Kernel Nutt, the Janitor, regia di C.J. Williams  (1916)
- Kernel Nutt Wins a Wife, regia di C.J. Williams (1916)
- Kernel Nutt, the Footman, regia di C.J. Williams (1916)
- Kernel Nutt and the Hundred Dollar Bill, regia di C.J. Williams (1916)
- Kernel Nutt in Mexico (1916)
- Kernel Nutt's Musical Shirt, regia di  C.J. Williams (1916)
- Kernel Nutt Flirts with Wifie, regia di C.J. Williams (1916)
- Kernel Nutt and High Shoes, regia di C.J. Williams (1916)
- Snow White, regia di J. Searle Dawley (1916)